# Iulian Iacomi
Iulian Iacomi (n. 24 iunie 1969, Lehliu Gară, România) este un politician român, primar al orașului Lehliu Gară. În 2016, a fost ales deputat, dar a revenit la primărie în vara anului următor.